# Jack Mitchell
Jack Mitchell (Key West, 13 de septiembre de 1925 - New Smyrna Beach, 7 de noviembre de 2013) fue un fotógrafo estadounidense. Fotografió a artistas, bailarines, artistas de cine y teatro, músicos y escritores. Su habilidad para retratar, iluminar y capturar a los bailarines en lo que él denominó fotografías en movimiento, lo convirtieron en uno de los fotógrafos de danza más importantes del siglo XX.
Fotografió el Alvin Ailey American Dance Theatre durante tres décadas, produciendo un cuerpo de trabajo que incluye más de diez mil imágenes. Fue el fotógrafo oficial del American Ballet Theatre durante una década y también fotografió a bailarines para otras importantes compañías de ballet en los EE. UU. y Canadá.
Su trabajo apareció en los principales periódicos y en la portada de las principales revistas, incluidas más de 160 portadas de Dance Magazine. Arts Magazine lo llamó el primer fotógrafo en tratar a los individuos creativos como personajes fuera de sus obras. Smithsonian lo llamó el punto de referencia por el cual otros fotógrafos de danza evaluaron su propio trabajo.